# Joachim Pirsch
Joachim Pirsch, född 26 oktober 1914, död 25 augusti 1988, var en tysk roddare.
Pirsch blev olympisk silvermedaljör i dubbelsculler vid sommarspelen 1936 i Berlin.